# Carlo Cerioni
Pour les articles homonymes, voir Cerioni.
Carlo Cerioni, né le 11 novembre 1925, à Rome, en Italie et décédé le 29 décembre 2009, à Rome, est un ancien joueur et entraîneur italien de basket-ball.

## Palmarès
Joueur
- 3e des Jeux méditerranéens 1951

Entraîneur
- 3e des Jeux méditerranéens 1975